# Fontána Saint-Michel
Fontána Saint-Michel (neboli svatého Michaela) je fontána v Paříži.

## Umístění
Kašna se nachází v 6. obvodu na křižovatce Boulevardu Saint-Michel a náměstí Place Saint-André-des-Arts, které navazuje na Place Saint-Michel.

## Historie
Kašna byla součástí přestavby města pod vedením prefekta Haussmanna za vlády Napoleona III. Proražením bulváru Saint-Michel vzniklo u mostu Saint-Michel náměstí, které měla kašna ozdobit. Původně zde měla stát mohutná socha Napoleona I., ale na naléhání městské komise byla upřednostněna fontána. Stavba začala v červnu 1858 a byla slavnostně otevřena 15. srpna 1860. Od 16. března 1926 je chráněná jako historická památka.

## Popis
Fontánu navrhl architekt Gabriel-Jean-Antoine Davioud. Kašna byla umístěna na nepříliš dobře osvětlené místo, což měla vylepšit polychromie. Použitá kompozice portiku se čtyřmi sloupy a frontonem byla inspirována Medicejskou fontánou v Lucemburské zahradě. Námět i název fontány vychází z kaple sv. Michaela, která kdysi stávala na protějším ostrově Cité, a proto představuje archanděla Michaela v boji s drakem.
Fontána je 26 metrů vysoká a 15 metrů široká a zabírá celou stranu fasády domu. Autorem sochy svatého Michaela je sochař Francisque Duret. Dva draky chrlící vodu níže vytvořil Henri-Alfred Jacquemart. Korintské sloupy jsou zdobeny čtyřmi bronzovými sochami představující ctnosti: Moudrost (autor Jean-Auguste Barre), Schopnost (Eugène Guillaume), Spravedlnost (Louis Valentin Robert) a Střídmost (Charles Gumery).